# Giovanni Castiglione (1420-1460)
Pour les articles homonymes, voir Giovanni Castiglione.
Giovanni Castiglione, surnommé le cardinal de Pavie (né en 1420 à Milan en Lombardie, Italie, alors dans le duché de Milan, et mort à Macerata le 14 avril 1460) est un cardinal italien du XVe siècle. D'autres cardinaux de l'illustre famille milanaise sont Goffredo Castiglione (1227), élu pape Célestin IV, Branda Castiglione (1411), Francesco Abbondio Castiglioni (1565) et Giovanni Castiglione (1801).

## Biographie
Giovanni Castiglione est protonotaire apostolique et secrétaire apostolique du pape Eugène IV. Il est nommé évêque de Coutances en 1444 et transféré à Pavie en 1453. Castiglione est légat apostolique en Angleterre et légat des papes Nicolas V et Calixte III en Allemagne, pour promouvoir la guerre contre les turcs.
Le pape Calixte III le crée cardinal lors du consistoire du 17 décembre 1456, sur demande du duc de Milan.
Le cardinal Castiglione participe au conclave de 1458, lors duquel Pie II est élu pape. Le nouveau pape le nomme légat a latere dans les Marches d'Ancône.